# Mit Leib und Seele (1955)
Mit Leib und Seele ist eine US-amerikanische Filmbiografie aus dem Jahr 1955 von John Ford. Der Film wurde von Columbia Pictures produziert und behandelt die Geschichte des irisch-stämmigen Offiziers Martin Maher. Er basiert auf seiner Autobiografie Bringing Up the Brass: My 50 Years at West Point, die er zusammen mit Nardi Reeder Campion 1951 verfasste.

## Handlung
Bei einem Treffen mit Präsident Eisenhower beklagt sich der Offizier Martin Maher, dass er nach 50 Jahren Dienst an der Militärakademie West Point in den Ruhestand gehen soll. Martin erinnert sich an die Anfänge.
Gerade aus Irland eingewandert beginnt Martin an der Militärakademie West Point als Kellner zu arbeiten. Seine Disziplinlosigkeit und sein mangelnder Respekt bringen ihn oft in Schwierigkeiten. Er erfährt, dass eingeschriebene Kadetten besser bezahlt werden als angestellte Außenstehende. Sofort lässt Martin sich rekrutieren.
Martin verdächtigt fälschlicherweise Corporal Heinz des Betruges an einem Kadetten. Es kommt zu einem Faustkampf zwischen den beiden, Martin endet in einer Arrestzelle. Als er freikommt, will Captain Koehler, der von Martins boxerischen Fähigkeiten beeindruckt ist, dass Martin ihm beim Athletiktraining assistiert. Schon bald leitet Martin das Boxtraining. Er lernt Koehlers Köchin Mary O’Donnell kennen und verliebt sich sofort in sie. Doch Mary zieht sich von ihm zurück. Verärgert macht er ihr einen Heiratsantrag, den sie zu seiner Überraschung annimmt.
In der folgenden Zeit wird Martin befördert, er bringt es zum Corporal. Mary sorgt dafür, dass Martins Vater und sein Bruder Dinny nach Amerika kommen können. Dinny macht schnell Karriere als Geschäftsmann. Martin will West Point verlassen und in dem Unternehmen seines Bruders arbeiten. Als Mary schwanger wird, lässt sich Martin jedoch wieder an der Akademie einschreiben. Mary bringt einen Jungen zur Welt, Martin Maher III, der jedoch Stunden nach der Geburt stirbt. Mary kann keine Kinder mehr bekommen. Der bei den Kadetten hoch angesehene Martin und seine Frau bekommen von ihnen moralische Unterstützung in ihrer Trauerzeit.
Der Kadett Red Sundstrom befürchtet, auf Grund seiner schlechten Leistungen von der Akademie verwiesen zu werden. Martin und Mary geben Red in die Obhut von Kitty Carter, die ihm Nachhilfe gibt. Die beiden werden später ein Paar und heiraten. Als die USA 1917 in den Ersten Weltkrieg eintreten, wollen sich Martin und sein Vater zum Dienst an der Front melden. Doch Koehler, mittlerweile Colonel, hält beide für zu wertvoll für die Akademie. Als Martin erfährt, dass Red gefallen ist, will er West Point verlassen. Kitty erhält die Medal of Honor, mit der Red posthum ausgezeichnet wurde. Dazu kommt ein Aufnahmeschreiben der Militärakademie für ihren kleinen Sohn James. Martin erklärt der verbitterten Kitty, was die Akademie ihrem Mann Red bedeutet hat.
Jahre später dient Martin immer noch in West Point. Mittlerweile unterrichtet er die Söhne früherer Kadetten, unter ihnen auch den jungen James Sundstrom. Als die Nachricht vom japanischen Angriff auf Pearl Harbor eintrifft, gesteht James Martin, dass er den Akademiekodex verletzt habe, indem er heimlich geheiratet und später die Ehe annulliert habe. Mary bittet Martin, die Sache nicht an die Öffentlichkeit zu bringen. Doch Martin ist von James Verhalten so enttäuscht, dass er seinen Dienst quittieren will. James und Kitty kommen hinzu. James verkündet, dass er die Akademie verlässt und sich der US Army anschließen wird. Kurz darauf wird James auf einem Truppentransporter eingeschifft. Mary ist gesundheitlich angeschlagen und stirbt. Martin verbringt den Weihnachtsabend alleine. Plötzlich erscheinen Kitty und James. James ist zum Captain befördert worden und möchte, dass Martin ihm die Schulterklappen anbringt.
Zurück in der Gegenwart beendet Martin seine Lebensgeschichte und sagt dem Präsidenten, dass West Point sein Leben sei. Martin darf an der Akademie bleiben. Bei seiner Rückkehr wird er von den Kadetten empfangen, die ihm zu Ehren irische Lieder singen. Alle Leute, die Martin wichtig sind, lebend und auch tot, stimmen mit ein.

## Produktion
Gedreht wurde der Film vom 15. März bis zum 17. Mai 1954 in der Militärakademie West Point.
Produzent Jerry Wald plante, Mahers Biografie zu verfilmen, als er noch bei RKO Pictures unter Vertrag stand. RKO lehnte aber ab, die Filmrechte zu kaufen. Nach der Auflösung seiner Produktionsfirma Wald-Krasna wechselte Wald als ausführender Produzent (executive producer) zu Columbia Pictures. Columbia sicherte sich die Filmrechte an Mahers Autobiografie und beauftragte Robert Arthur mit der Produktion. Als sich die Produktion verzögerte, wechselte Arthur zu Universal-International. Nachdem John Ford als Regisseur und Tyrone Power für die Hauptrolle verpflichtet wurden, wurde Arthur von Universal ausgeliehen.

## Stab und Besetzung
Robert Peterson war der Art Director, Frank A. Tuttle der Szenenbildner. Jean Louis entwarf die Kostüme. John P. Livadary und George Cooper waren für den Ton verantwortlich. Morris Stoloff war der Dirigent des Studioorchester.
In kleinen nicht im Abspann erwähnten Nebenrollen traten Don Barclay, Ken Curtis, Steve Forrest, Robert Hoy, Martin Milner, Harold G. Moore, Jean Moorhead, Jack Pennick und Norm Van Brocklin auf.
Für Robert Francis war es der letzte Auftritt in einem Film. Am 31. Juli 1955 kam er bei einem Flugzeugabsturz ums Leben. Betsy Palmer gab hier ihr Filmdebüt.

## Synchronisation
| Rolle                | Schauspieler       | Deutscher Synchronsprecher |
| -------------------- | ------------------ | -------------------------- |
| Martin Maher         | Tyrone Power       | Hans Nielsen               |
| Mary O’Donnell       | Maureen O’Hara     | Maria Wimmer               |
| James Sundstrom      | Robert Francis     | Herbert Stass              |
| Martins Vater        | Donald Crisp       | Eduard Wandrey             |
| Cpt. Koehler         | Ward Bond          | Wolf Martini               |
| Kitty Carter         | Betsy Palmer       | Tilly Lauenstein           |
| Chuck Dotson         | Philip Carey       | Martin Held                |
| Red Sundstrom        | William Leslie     | Horst Niendorf             |
| Präsident Eisenhower | Harry Carey jr.    | Gerd Martienzen            |
| Abner Overton        | Patrick Wayne      | Wolfgang Draeger           |
| Dinny Maher          | Sean McClory       | Clemens Hasse              |
| Cpl. Heinz           | Peter Graves       | Wolfgang Borchert          |
| General Pershing     | Milburn Stone      | Peter Elsholtz             |
| Mrs. Koehler         | Erin O’Brien-Moore | Friedel Schuster           |
| Major Thomas         | Willis Bouchey     | Hans Wiegner               |
| Nell                 | Lisa Davis         | Renate Danz                |
| Superintendent       | Philip Kieffer     | Walter Altenkirch          |
| Jim O’Carberry       | Martin Milner      | Michael Chevalier          |
| Priester             | Pat O’Malley       | Peter Elsholtz             |
| Pirelli              | Robert Roark       | Wolfgang Gruner            |
| Präsident            | Elbert Steele      | Paul Wagner                |

## Veröffentlichung
Die Premiere des Films fand am 4. Januar 1955 in Japan statt. Die US-Premiere erfolgte am 9. Februar 1955 in Washington, D.C. In der Bundesrepublik Deutschland kam er am 26. August 1955 in die Kinos, in Österreich im September 1955. In der Schweiz war er im August 1955 beim Locarno Film Festival zu sehen.

## Kritiken
Das Lexikon des internationalen Films schrieb: „Mit Hilfe vortrefflicher Darsteller ein sehr effektvoll-festlich herausgeputztes, patriotisches Soldatendenkmal.“
Die Filmzeitschrift Cinema befand: „Patriotisch, oft rührend und ausgezeichnet besetzt. Fazit: Patrioten-Porträt im John-Ford-Stil“

## Auszeichnungen
John Ford wurde 1955 für den Directors Guild of America Award nominiert.